# Fussball Club Erzgebirge Aue 1997-1998
Questa voce raccoglie le informazioni riguardanti il Fussball Club Erzgebirge Aue nelle competizioni ufficiali della stagione 1997-1998.

## Stagione
Nella stagione 1997-1998 l'Erzgebirge Aue, allenato da Lutz Lindemann, concluse il campionato di Regionalliga nordest al 7º posto.

## Rosa
| N. |                     | Ruolo | Calciatore     |
| -- | ------------------- | ----- | -------------- |
|    | Germania (bandiera) | P     | Sven Beuckert  |
|    | Germania (bandiera) | P     | Dirk Böhme     |
|    | Germania (bandiera) | D     | Enrico Barth   |
|    | Germania (bandiera) | D     | Holger Hasse   |
|    | Albania (bandiera)  | D     | Mentor Miftari |
|    | Germania (bandiera) | D     | Jörg Palke     |
|    | Germania (bandiera) | D     | Frank Seinig   |
|    | Germania (bandiera) | D     | Udo Tautenhahn |
|    | Germania (bandiera) | D     | Uwe Vogel      |
|    | Germania (bandiera) | C     | Udo Fankhänel  |
|    | Germania (bandiera) | C     | Dirk Hempel    |

| N. |                     | Ruolo | Calciatore         |
| -- | ------------------- | ----- | ------------------ |
|    | Germania (bandiera) | C     | Rico Reinold       |
|    | Germania (bandiera) | C     | Dirk Rettig        |
|    | Germania (bandiera) | C     | Carsten Romanowsky |
|    | Germania (bandiera) | C     | Mike Sadlo         |
|    | Albania (bandiera)  | C     | Ervin Skela        |
|    | Albania (bandiera)  | C     | Gentian Stojku     |
|    | Germania (bandiera) | C     | Ronny Thielemann   |
|    | Germania (bandiera) | A     | Enrico Kern        |
|    | Germania (bandiera) | A     | Sven Kubis         |
|    | Lettonia (bandiera) | A     | Vīts Rimkus        |
|    | Germania (bandiera) | A     | Steven Zweigler    |

## Organigramma societario
Area tecnica
- Allenatore: Lutz Lindemann
- Allenatore in seconda:
- Preparatore dei portieri:
- Preparatori atletici:
- Analisi video:

## Calciomercato

### Sessione estiva
| Acquisti | Acquisti       | Acquisti         | Acquisti |
| R.       | Nome           | da               | Modalità |
| -------- | -------------- | ---------------- | -------- |
| D        | Enrico Barth   | Waldhof Mannheim |          |
| A        | Sven Kubis     | Energie Cottbus  |          |
| A        | Vīts Rimkus    | Norimberga       |          |
| C        | Ervin Skela    | Union Berlino    |          |
| C        | Gentian Stojku | Elbasani         |          |

| Cessioni | Cessioni           | Cessioni        | Cessioni |
| R.       | Nome               | a               | Modalità |
| -------- | ------------------ | --------------- | -------- |
| D        | Moudachirou Amadou | Energie Cottbus |          |
| A        | Henry Berg         | Lok Stendal     |          |
| C        | Borislav Tomoski   | Hansa Rostock   |          |

## Risultati

### Regionalliga

#### Girone di andata
| Arbitro: | Weber |

|            |           |             |
| Hempel 22’ | Marcatori | 71’ Wolfrum |

| Arbitro: | Kiefer |

|                            |           |                               |
| Thurau 13’ Kuhlow 89’, 90’ | Marcatori | 57’ Tautenhahn 65’ Romanowsky |

| Arbitro: | Sax |

|  |           |                      |
|  | Marcatori | 25’ Weber 87’ Takács |

| Arbitro: | Bley |

|                                |           |  |
| Schmidt 45’, 90’ Osmanović 84’ | Marcatori |  |

| Arbitro: | Pleßke |

|                           |           |  |
| Tautenhahn 21’ Hempel 44’ | Marcatori |  |

| Arbitro: | Richter |

|  |           |           |
|  | Marcatori | 60’ Sadlo |

| Arbitro: | Scheibel |

|                                      |           |           |
| Romanowsky 22’ Tautenhahn 85’ (rig.) | Marcatori | 72’ Manai |

| Arbitro: | Haack |

|                             |           |                          |
| Kirchenberg 26’ Dittmer 86’ | Marcatori | 45’ Romanowsky 60’ Skela |

| Arbitro: | Blumenstein |

|             |           |                                        |
| Bessert 83’ | Marcatori | 2’ Thielemann 54’, 65’ Skela 74’ Sadlo |

| Arbitro: | Kruse |

|                      |           |  |
| Stojku 21’ Kubis 83’ | Marcatori |  |

| Arbitro: | Wendorf |

|              |           |                                     |
| Gütschow 18’ | Marcatori | 60’ Thielemann 88’ Stojku 90’ Kubis |

| Aue-Bad Schlema 18 ottobre 1997, ore 14:00 CEST 12ª giornata | Erzgebirge Aue | 0 – 0 referto | FC Berlino | Erzgebirgsstadion (3 100 spett.)\| Arbitro: \| Dommaschk \| |
| Arbitro:                                                     | Dommaschk      |               |            |                                                             |

| Arbitro: | Koop |

|         |           |                       |
| Lau 61’ | Marcatori | 49’ Sadlo 81’ Miftari |

| Arbitro: | Cyrklaff |

|                       |           |  |
| Tautenhahn 45’ (rig.) | Marcatori |  |

| Arbitro: | Fröhlich |

|                             |           |  |
| Vysniauskas 43’ Golovan 85’ | Marcatori |  |

| Arbitro: | Spickenagel |

|                          |           |          |
| Skela 61’ Tautenhahn 63’ | Marcatori | 88’ Biro |

| Arbitro: | Schößler |

|                                  |           |  |
| Namdar 42’ Copado 65’ Melzig 90’ | Marcatori |  |

#### Girone di ritorno
| Arbitro: | Sather |

|                            |           |                      |
| Zapyshnyi 24’ Spranger 67’ | Marcatori | 45’ Stojku 61’ Sadlo |

| Arbitro: | Pleßke |

|           |           |  |
| Sadlo 62’ | Marcatori |  |

| Arbitro: | Richter |

|                 |           |            |
| Klenge 29’, 90’ | Marcatori | 74’ Stojku |

| Arbitro: | Heynemann |

|            |           |  |
| Stojku 80’ | Marcatori |  |

| Arbitro: | Weber |

|              |           |  |
| Hoffmann 73’ | Marcatori |  |

| Arbitro: | Augar |

|                            |           |                     |
| Hempel 6’ Skela 86’ (rig.) | Marcatori | 27’ Ludwig 84’ Gohr |

| Arbitro: | Dommaschk |

|                       |           |           |
| Kretschmer 75’ (rig.) | Marcatori | 60’ Sadlo |

| Arbitro: | Spickenagel |

|                     |           |  |
| Sadlo 9’ Hempel 50’ | Marcatori |  |

| Arbitro: | Weber |

|                                   |           |                     |
| Sadlo 41’ Zweigler 59’ Stojku 90’ | Marcatori | 45’ Steiner 72’ Lau |

| Berlino 22 marzo 1998, ore 11:00 CET 27ª giornata | Spandauer | 0 – 0 referto | Erzgebirge Aue | Stadion Neuendorfer Straße (206 spett.)\| Arbitro: \| Hübner \| |
| Arbitro:                                          | Hübner    |               |                |                                                                 |

| Arbitro: | Junghof |

|                |           |                     |
| Thielemann 78’ | Marcatori | 28’ (rig.) Gütschow |

| Arbitro: | Cyrklaff |

|                           |           |  |
| Jopek 47’ Müller 52’, 62’ | Marcatori |  |

| Arbitro: | Dommaschk |

|           |           |           |
| Skela 32’ | Marcatori | 18’ Fuchs |

| Arbitro: | Fleske |

|                                         |           |                           |
| Boer 58’, 80’ Jank 73’ Nikol 88’ (rig.) | Marcatori | 53’ Stojku 75’ Tautenhahn |

| Arbitro: | Zschoke |

|                       |           |                  |
| Miftari 77’ Sadlo 81’ | Marcatori | 71’ Hammermüller |

| Arbitro: | Ströhl |

|                       |           |  |
| Fuhrmann 47’ Nagy 57’ | Marcatori |  |

| Aue-Bad Schlema 9 maggio 1998, ore 14:00 CEST 34ª giornata | Erzgebirge Aue | 0 – 0 referto | TeBe Berlino | Erzgebirgsstadion (2 400 spett.)\| Arbitro: \| Pleßke \| |
| Arbitro:                                                   | Pleßke         |               |              |                                                          |

## Statistiche

### Statistiche di squadra
| Competizione         | Punti | In casa | In casa | In casa | In casa | In casa | In casa | In trasferta | In trasferta | In trasferta | In trasferta | In trasferta | In trasferta | Totale | Totale | Totale | Totale | Totale | Totale | DR |
| Competizione         | Punti | G       | V       | N       | P       | Gf      | Gs      | G            | V            | N            | P            | Gf           | Gs           | G      | V      | N      | P      | Gf     | Gs     | DR |
| -------------------- | ----- | ------- | ------- | ------- | ------- | ------- | ------- | ------------ | ------------ | ------------ | ------------ | ------------ | ------------ | ------ | ------ | ------ | ------ | ------ | ------ | -- |
| Regionalliga nordest | 52    | 17      | 10      | 6       | 1       | 23      | 12      | 17           | 4            | 4            | 9            | 20           | 31           | 34     | 14     | 10     | 10     | 43     | 43     | 0  |
| Totale               | 52    | 17      | 10      | 6       | 1       | 23      | 12      | 17           | 4            | 4            | 9            | 20           | 31           | 34     | 14     | 10     | 10     | 43     | 43     | 0  |

### Andamento in campionato
| Giornata  | 1 | 2  | 3  | 4  | 5  | 6  | 7 | 8 | 9 | 10 | 11 | 12 | 13 | 14 | 15 | 16 | 17 | 18 | 19 | 20 | 21 | 22 | 23 | 24 | 25 | 26 | 27 | 28 | 29 | 30 | 31 | 32 | 33 | 34 |
| --------- | - | -- | -- | -- | -- | -- | - | - | - | -- | -- | -- | -- | -- | -- | -- | -- | -- | -- | -- | -- | -- | -- | -- | -- | -- | -- | -- | -- | -- | -- | -- | -- | -- |
| Luogo     | C | T  | C  | T  | C  | T  | C | T | T | C  | T  | C  | T  | C  | T  | C  | T  | T  | C  | T  | C  | T  | C  | T  | C  | C  | T  | C  | T  | C  | T  | C  | T  | C  |
| Risultato | N | P  | P  | P  | V  | V  | V | N | V | V  | V  | N  | V  | V  | P  | V  | P  | N  | V  | P  | V  | P  | N  | N  | V  | V  | N  | N  | P  | N  | P  | V  | P  | N  |
| Posizione | 8 | 14 | 16 | 16 | 14 | 10 | 9 | 8 | 6 | 6  | 6  | 6  | 6  | 5  | 6  | 4  | 6  | 7  | 7  | 7  | 7  | 7  | 7  | 7  | 7  | 4  | 5  | 5  | 7  | 8  | 8  | 6  | 8  | 7  |

Legenda:

Luogo: C = Casa; T = Trasferta. Risultato: V = Vittoria; N = Pareggio; P = Sconfitta.

### Statistiche dei giocatori
| E. Barth      | 28 | 0 | 7  | 0 |
| S. Beuckert   | 32 | 0 | 1  | 1 |
| D. Böhme      | 2  | 0 | 0  | 0 |
| U. Fankhänel  | 30 | 0 | 1  | 0 |
| H. Hasse      | 2  | 0 | 1  | 0 |
| D. Hempel     | 27 | 4 | 3  | 2 |
| E. Kern       | 4  | 0 | 1  | 0 |
| S. Kubis      | 23 | 2 | 2  | 0 |
| M. Miftari    | 21 | 2 | 6  | 2 |
| J. Palke      | 33 | 0 | 10 | 0 |
| R. Reinold    | 4  | 0 | 0  | 0 |
| D. Rettig     | 19 | 0 | 8  | 0 |
| V. Rimkus     | 10 | 0 | 1  | 0 |
| C. Romanowsky | 30 | 3 | 2  | 0 |
| M. Sadlo      | 33 | 9 | 0  | 0 |
| F. Seinig     | 18 | 0 | 5  | 0 |
| E. Skela      | 33 | 6 | 5  | 1 |
| G. Stojku     | 30 | 7 | 3  | 0 |
| U. Tautenhahn | 31 | 6 | 12 | 1 |
| R. Thielemann | 34 | 3 | 15 | 1 |
| U. Vogel      | 1  | 0 | 0  | 0 |
| S. Zweigler   | 21 | 1 | 1  | 0 |